# 9 Piece
9 Piece è un singolo del rapper statunitense Rick Ross, pubblicato nel 2011 ed estratto dal mixtape Ashes to Ashes.
La canzone è stato proposto in due versioni; in una collabora T.I. e nell'altra Lil Wayne.

## Video musicale
Il video musicale è stato prodotto in due versioni; la prima diretta da Spiff TV e la seconda da Gil Green. Nella seconda versione appaiono Gunplay, Ace Hood, Torch, Young Breed, 8Ball & MJG, DJ Khaled, French Montana e Birdman.

## Tracce
- Download digitale

1. 9 Piece (featuring Lil Wayne) - 3:59

## In altri media
Il brano è incluso nella colonna sonora del film del 2013 Bling Ring (The Bling Ring), diretto da Sofia Coppola.